# 半幅帯

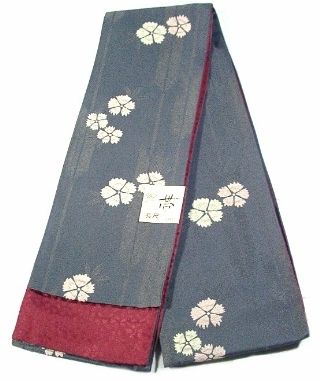
半幅帯

半幅帯（はんはばおび）は、日本で使用される女帯の一種。別名、細帯、四寸帯。
並幅（約36センチメートル）を半分に折って（鯨尺で4寸）仕立てることからいう。

## 用途
基本的に公的な場では羽織・打掛の下に結ぶときなど見えない部分での使用を除き、使用されない略式の帯であり、木綿や博多織などで仕立てる。
一般には浴衣、ウール、紬、絣などに結ばれ、文庫結び、貝の口、一文字結びなどのボリュームの出ない結びをするため、帯締め・帯揚げは使わずに済ませることが多い。
長さは3m60cm程度が標準だが、浴衣ファッションのブームにより、アレンジのしやすいように長くなっている傾向がある。

### 特殊な用途
民謡などの舞踊には華やかさを出すため、絵羽の浴衣に錦などで仕立てた半幅帯を結ぶ場合が多い。これは民衆の習俗として登場した舞踊が舞台芸術化するにつれて、衣装などの外形は保存しつつも舞台栄えする華やかさを要求された結果であり、この例があるからといって、半幅帯が「ハレ」の衣装として一般的に認識されたわけではない。
阿波踊りの女踊りでは一般の浴衣や上記の舞踊と異なり、じゅばん、裾除け、手甲を付け、黒繻子の半幅帯を歌留多結びに結ぶ場合が多い(黒の名古屋帯の場合もある)。
成人式、卒業式、等で女袴を穿く場合に袴の後ろ姿を美しく見せるために一文字結びをし、その上に袴を載せる。錦が使われる場合もある。男性の角帯の代用として半幅帯が晴れの場に登場した姿である。

## ギャラリー

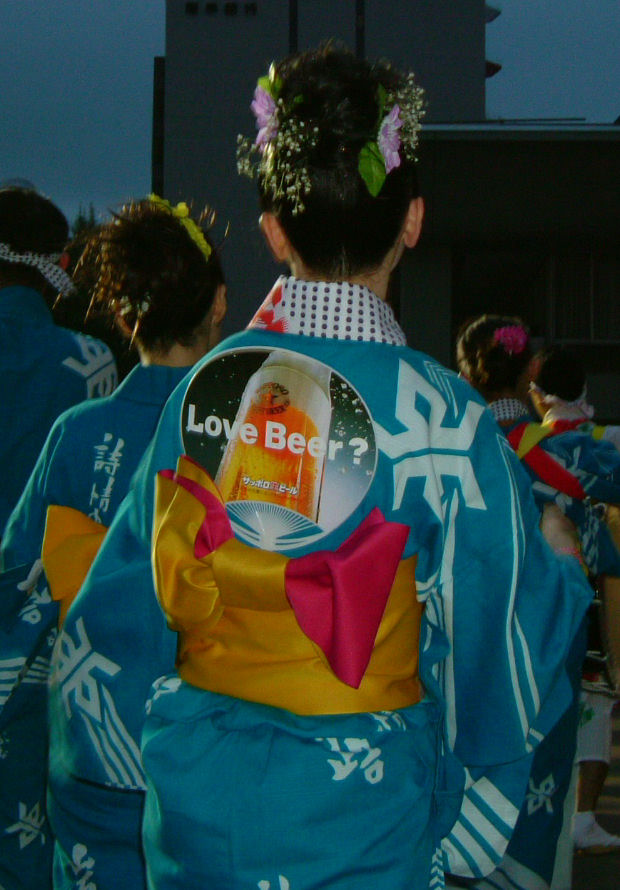
一般的な浴衣
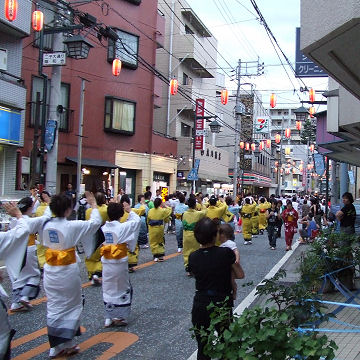
民謡舞踊の場合
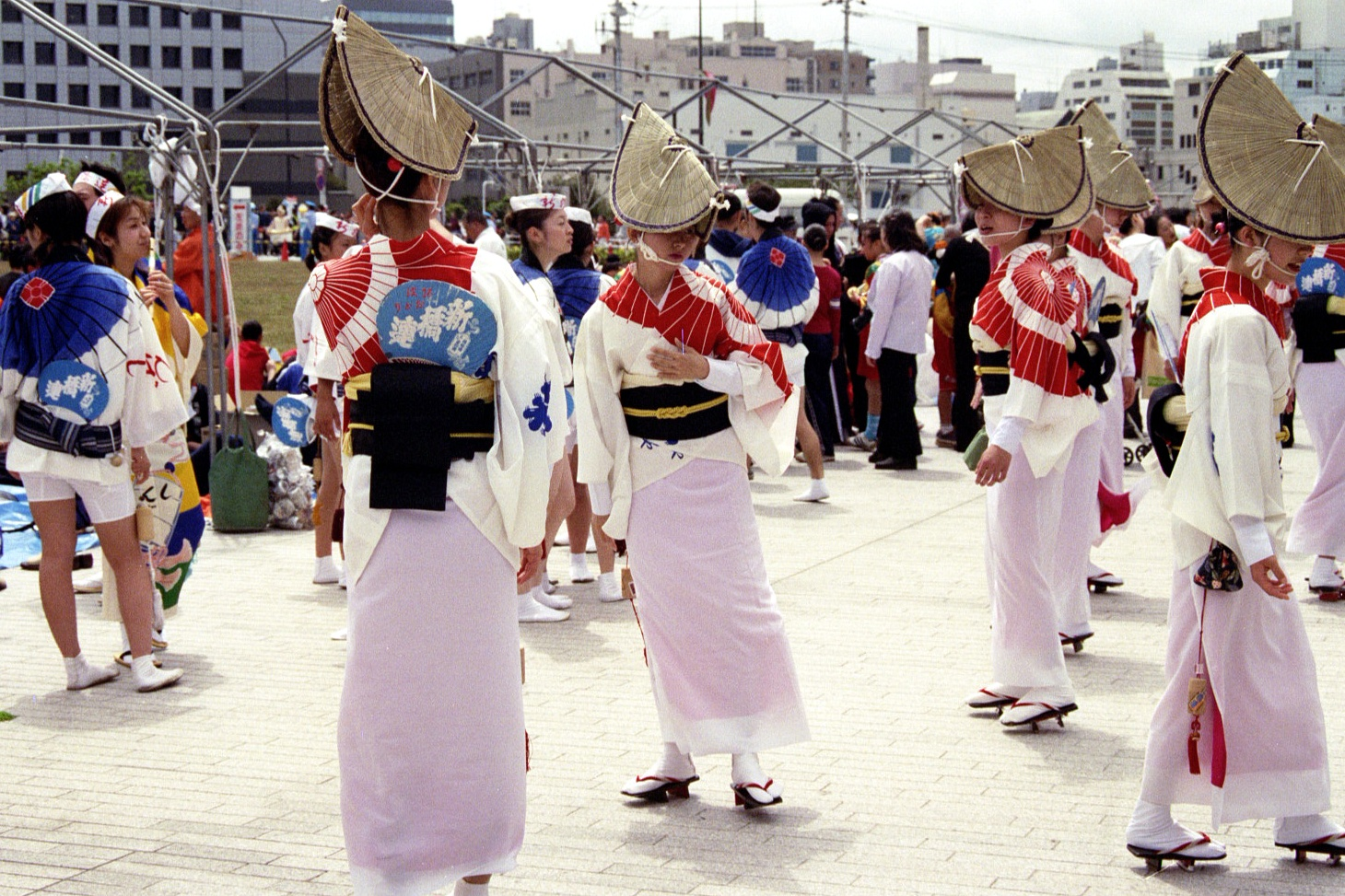
阿波踊りの場合
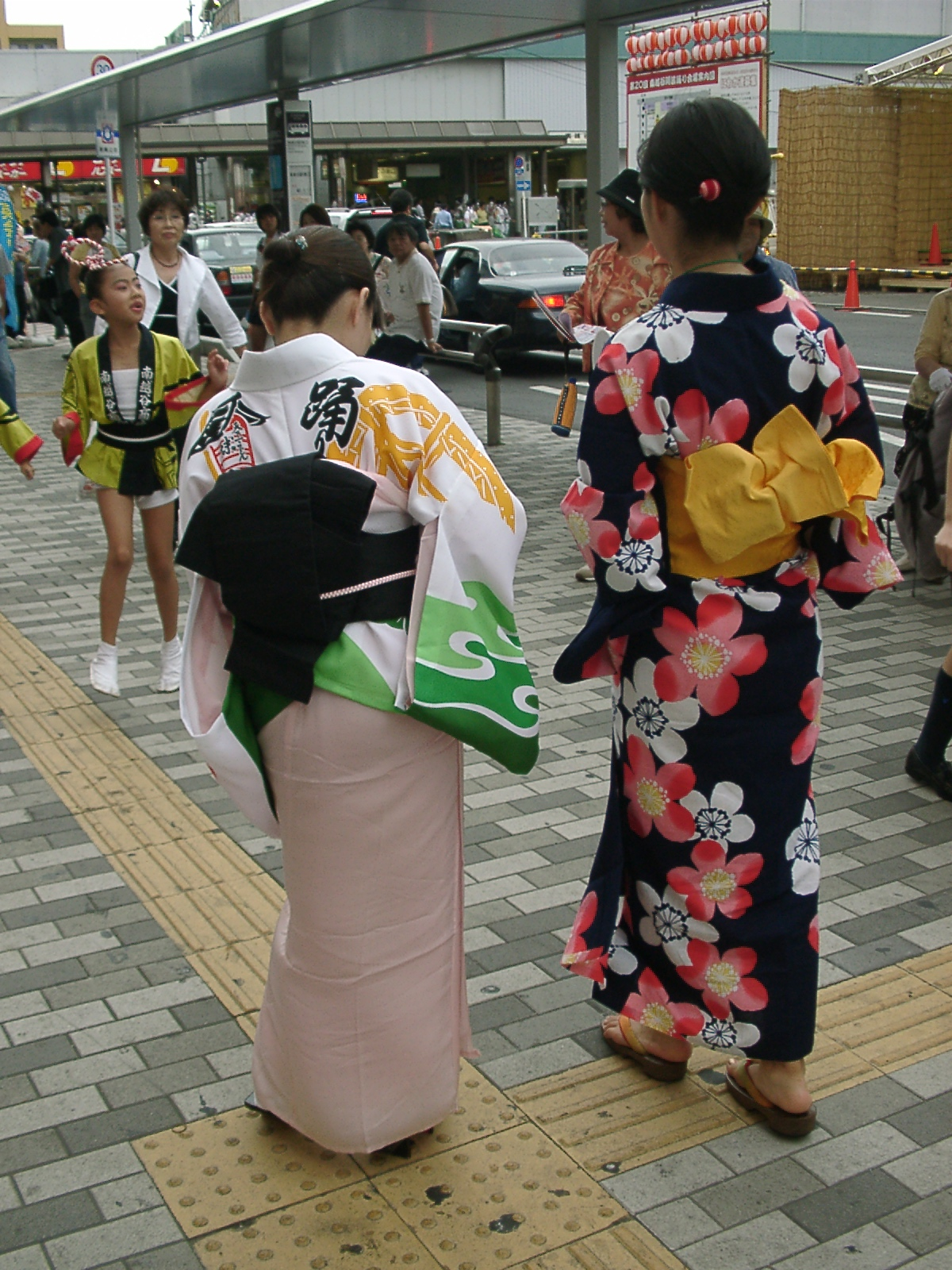
一般的な浴衣との対比